# Den røde Handske
Den røde Handske er en amerikansk stumfilm fra 1919 af J. P. McGowan.

## Medvirkende
- Marie Walcamp som Billie
- Truman Van Dyke som Kern Thodes
- Thomas G. Lingham som Starr Wiley
- Leon De La Mothe
- Alfred Allen som Geoff